# Adscrito
Adscrito (do latim adscriptu: ad, próximo, junto; e scriptu, escrito) significa algo escrito ao lado, subsequentemente. Difere de subscrito, que significa algo escrito em baixo.
Durante o feudalismo, assim como na Rússia até 1861, um colono era chamado de "adscrito ao solo" (adscriptus glebae) quando ele era vendido junto com a gleba na qual era servo.
Thomas Carlyle dizia que os negros da ilha de Java eram uma espécie de adscritos.